# De Librije
De Librije is een restaurant in Zwolle van wijlen chef-kok Jonnie en gastvrouw Thérèse Boer. Sinds 26 januari 2004 heeft de eetgelegenheid drie Michelinsterren.

## Locatie

### Broerenkerkplein
Van 1993 tot 2015 was het restaurant gevestigd aan het Broerenkerkplein in de binnenstad van Zwolle. Het pand maakte samen met de naastgelegen Broerenkerk deel uit van een voormalig kloostercomplex. Tussen 1758 en 1899 was in het gebouw een synagoge ondergebracht. Na het vertrek van het restaurant hielden de eigenaren het pand enkele jaren aan en verhuurden het onder. In 2019 verkochten zij het aan andere Zwolse horecaondernemers.

### Vrouwengevangenis
In 2007 werd een tweede locatie aangekocht met het doel om hier een hotel te vestigen. Het betrof een voormalige vrouwengevangenis, bekend als het Spinhuis, gelegen iets ten noorden van het restaurant aan het Broerenkerkplein. Op 25 mei 2008 openden Jonnie en Thérèse Boer in dit pand Librije's Hotel, dat op vijf minuten loopafstand van het restaurant ligt. Dit luxe hotel bood tevens onderdak aan de kook- en wijnschool Librije’s Atelier. Het tweede restaurant van Jonnie en Thérèse, Librije’s Zusje, was aanvankelijk ook in het hotel gevestigd, maar verhuisde in 2014 naar Amsterdam.
Tijdens het culinaire evenement Chefs Revolution in Zwolle kondigde het restaurant in september 2014 aan dat het zou verhuizen van het Broerenkerkplein naar de voormalige vrouwengevangenis. Een belangrijke reden voor de verhuizing was dat de scheiding tussen keuken en restaurant op de oude locatie, ondanks meerdere verbouwingen, niet naar tevredenheid kon worden opgelost. Op de nieuwe locatie werd dit mogelijk gemaakt, waarbij de gasten zicht hebben op de keuken, waar zelfs tussen de gasten wordt gekookt. De tafels bevinden zich op de voormalige luchtplaats van de gevangenis, waarvoor een glazen kap werd gebouwd. Op 20 januari 2015 verwelkomde het restaurant de eerste gasten op de nieuwe locatie aan het Spinhuisplein.

## Geschiedenis

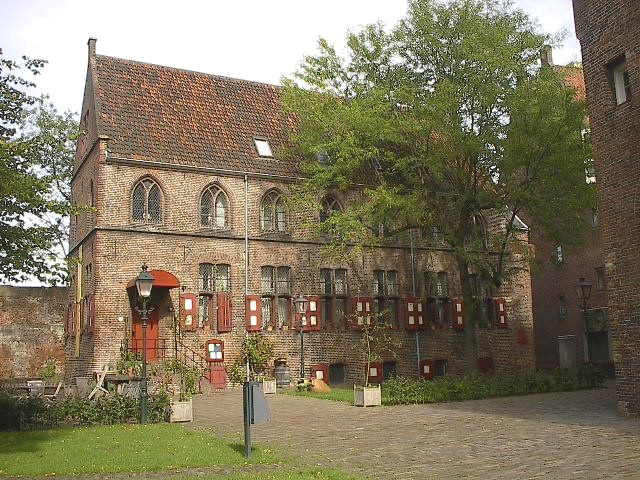
De oude locatie van restaurant De Librije aan het Broerenkerkplein in Zwolle.

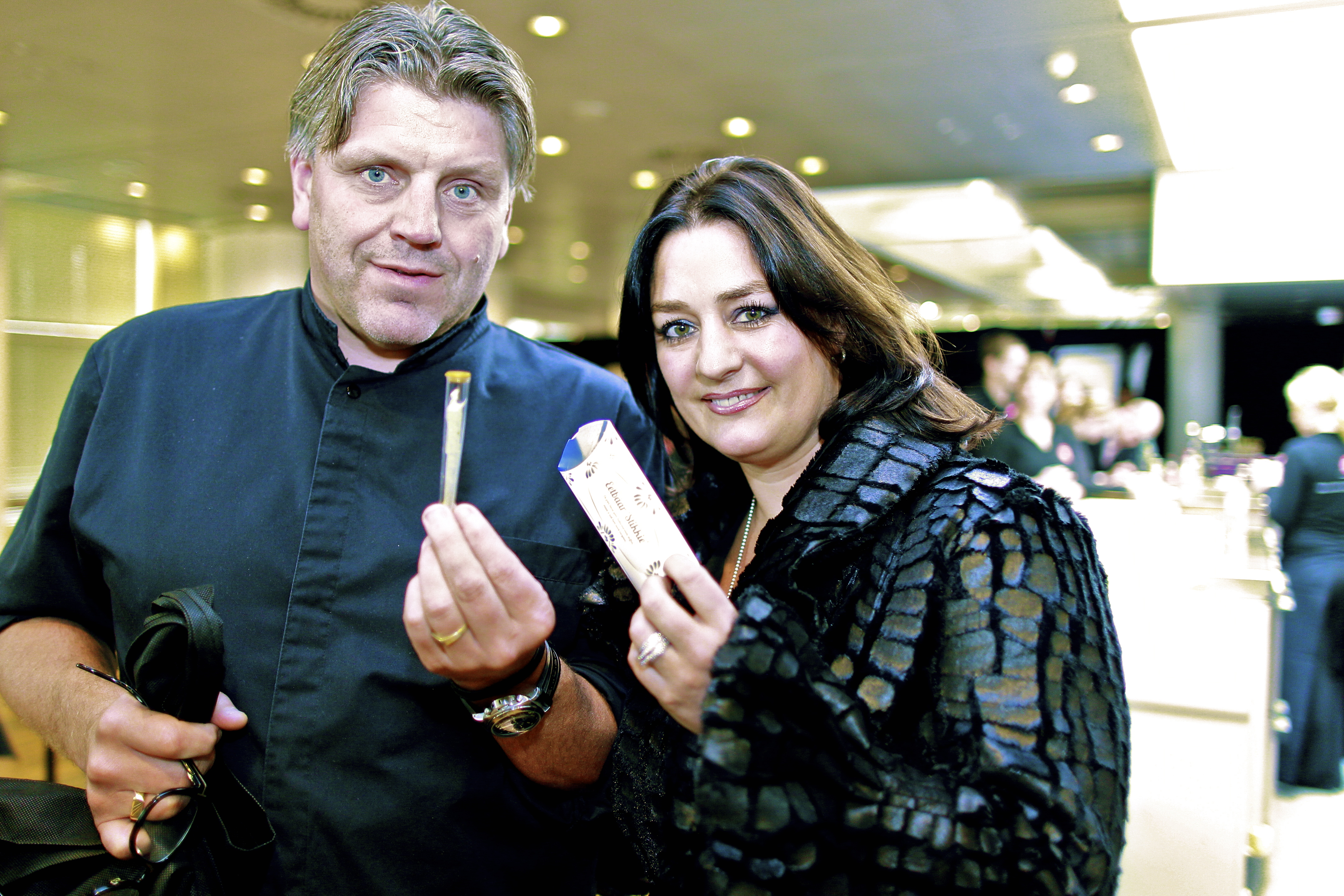
Jonnie en Thérèse Boer

### Beginjaren
De Librije werd in 1980 geopend door Ed Meijers, die het doel had om in het historische pand aan het Broerenkerkplein een luxe restaurant te vestigen. In 1987 solliciteerde Jonnie Boer als leerling-kok, en twee jaar later werd hij benoemd tot chef-kok van het restaurant. Thérèse, zijn huidige echtgenote, begon er ook te werken als maître-sommelier.

### Eerste Michelinsterren
Op 1 juli 1993 namen Jonnie en Thérèse Boer het restaurant officieel over van Ed Meijers. Later dat jaar ontving De Librije zijn eerste Michelinster, wat een verrassing was voor chef-kok Jonnie Boer. Volgens Michelin werd hij al jarenlang in de gaten gehouden door hun inspecteurs. Voormalig eigenaar Ed Meijers bleef nog een half jaar na de overname werken in het restaurant, maar vertrok eind 1993 definitief.
De Nederlandse restaurantgids Lekker gaf in 1994 een kritische recensie over De Librije. Chef-kok Boer nam de kritiek ter harte en paste zijn kookstijl aan, met meer nadruk op jus en sauzen. In 1999 ontving De Librije een tweede Michelinster, waarmee Jonnie Boer op 33-jarige leeftijd de jongste tweesterrenkok van Nederland werd.

### Derde Michelinster
In 2004 werd De Librije als tweede restaurant in de Nederlandse geschiedenis bekroond met een derde Michelinster. Een jaar eerder had Parkheuvel in Rotterdam deze onderscheiding ontvangen, maar vijf jaar later verloor Parkheuvel de derde ster. De Librije heeft sindsdien de drie Michelinsterren behouden.

### Overige erkenning
Het restaurant staat sinds 2010 hoog in de ranglijst van de "Beste restaurants ter wereld" in het Restaurant Magazine. De hoogste notering werd in 2014 bereikt, toen het restaurant door het Britse tijdschrift op nummer 29 werd geplaatst. De Nederlandse restaurantgids Lekker riep De Librije uit tot het beste restaurant van Nederland in 2018 en opnieuw van 2022 tot 2024. Tijdens de jaren 2019 tot en met 2021 stond het restaurant op de tweede plaats, achter het driesterrenrestaurant Inter Scaldes in Kruiningen.  In 2025 werd het Zwolse restaurant tweede achter Brut172.
In december 2023 behaalde Gert Wiltvank, maître bij De Librije, de prestigieuze SVH Meestertitel, waarmee De Librije het enige restaurant in Nederland is met drie SVH Meesters: Jonnie Boer als SVH Meesterkok, Thérèse Boer-Tausch als SVH Wijnmeester en SVH Meestergastvrouw, en Gert Wiltvank als SVH Meestergastheer. Verder werd het restaurant in 2025 net als voorgaande jaren onderscheiden met 19,5 van de 20 punten in de GaultMillau-gids uit Frankrijk.

### Overlijden Jonnie Boer
Op 23 april 2025 overleed Jonnie Boer op 60-jarige leeftijd op Bonaire aan de gevolgen van een longembolie.

## Keuken
Restaurant De Librije staat bekend om het gebruik van lokale streekproducten uit de omgeving van Zwolle. Naast de lokale focus werkt het restaurant samen met diverse kleine leveranciers en streeft het naar duurzaamheid, wat wordt erkend met een groene Michelinster. De keuken minimaliseert voedselverspilling en integreert plantaardig koken in het menu. De natuur vormt een belangrijke inspiratiebron voor chef-kok Jonnie Boer. Daarnaast zijn de arrangementen van het restaurant en hotel populair, waarbij bijvoorbeeld wijnen van Thérèse Boer's eigen lijn worden aangeboden.